# Ястреб (приток Судогды)
Я́стреб — река в России, протекает по Судогодскому району Владимирской области. Устье реки находится в 55 км по правому берегу реки Судогда. Длина реки составляет 24 км, площадь водосборного бассейна — 170 км².
Исток реки находится в урочище Красная Поляна в 4 км к северо-западу от посёлка имени Воровского. Река течёт на север, затем поворачивает на запад. На реке деревни — Никольское, Заястребье, Алфёрово. Притоки — ручьи Вежня, Пономарево, Юмкино. На двух последних стоит крупная деревня Кондряево. Ястреб впадает в Судогду выше деревни Жуковка.
Реку Ястреб пересекает платная автомобильная дорога М-12.

## Притоки (км от устья)
- 12 км: ручей Ястреб (пр)

## Данные водного реестра
По данным государственного водного реестра России, относится к Окскому бассейновому округу, водохозяйственный участок реки — Клязьма от города Владимир до города Ковров, без реки Нерль, речной подбассейн реки — бассейны притоков Оки от Мокши до впадения в Волгу. Речной бассейн реки — Ока.
Код объекта в государственном водном реестре — 09010300912110000032820.